# Stephanolla remota
Stephanolla remota är en insektsart som beskrevs av Young 1977. Stephanolla remota ingår i släktet Stephanolla och familjen dvärgstritar. Inga underarter finns listade i Catalogue of Life.